# 臺灣喪葬
| \| 本條目屬於 臺灣系列 \| |
| 前往臺灣主題頁 |
| 臺灣概況 - 經濟 • 政治 • 法律 • 人權 • 能源 • 交通 行政區劃 • 城市 • 政府 • 政黨 • 選舉 • 總統 • 外交 軍事 • 族群 • 人口 • 公民 • 原住民族 • LGBT權益 臺海現狀 • 臺灣問題 |
| 臺灣文化 （總覽） - 文學 • 料理 • 茶藝 • 小吃 • 夜市 • 郵票 建築 • 語言 • 宗教 • 葬禮 • 古蹟 • 遺址 • 國寶 民俗文物 • 節日 • 教育 • 體育 • 媒體 • 眷村 文化活動 • 觀光 • 購物中心 • 百貨公司 世界遺產潛力點 • 歷史建築百景 • 流行文化                                                    |
| 臺灣藝術 （總覽） - 音樂 • 漫畫 • 動畫 • 電影 • 攝影 • 舞蹈 戲劇 • 臺劇 |
| 臺灣地理 （總覽） - 天文 • 氣候 • 地質 • 地震 • 斷層 • 火山 • 生態 濕地 • 山峰 • 山脈 • 湖泊 • 水庫 • 河流 • 溫泉 島嶼 • 海岸 • 特殊生物 • 保育生物 • 生態環境 自然保護區 • 國家公園 • 森林遊樂區 縣市級風景特定區 • 直轄市級風景特定區 國家級風景特定區                                 |
| 臺灣歷史 （詳細） - 史前時期(-1624)↓理蕃政策(1933) 原住民聯盟與政權↓奧蘭治城包圍戰(1662)↓澎湖海戰(1683)↓馬關條約(1895)↓日本投降(1945) 荷屬福爾摩沙/西屬艾爾摩莎 鄭氏政權清治時期 日治時期 戰後時期 │1624│1649│1674│1699│1724│1749│1774│1799│1824│1849│1874│1899│1924│1949│1974│1999│2024 |
| 閱 • 論 • 编 |
| 本條目屬於 臺灣系列 |

臺灣喪葬於臺灣不只是一種喪禮儀式，在民間亦演變成相當重要民俗文化。都市化程度極高的臺灣各大城市，喪葬殯儀即使簡化，仍為人們所重視。不僅於此，臺灣喪葬於臺灣的生命教育課程中，亦為相當重要一環。臺灣喪葬文化相當多元，台灣族群共有十餘族，每個族群都有自己的喪葬習俗，在這些習俗中有部分是相似的，譬如在一定期間內留在家中不出門、不打獵、不飲酒、不高聲說笑、不穿華服等等，甚至整個聚落的人都會停止蓋新房或開墾種植等工作，以免招來不好的運氣，但是基本上各族群在處理喪葬事宜的時候，還是有許多屬於自己特有的民情風俗，其中漢族移民喪葬民俗除了深受漢人所傳佛教、道教及儒學影響外，部分儀式或祭典也揉和平埔族的巫術文化，因此該民俗呈現出相當具特色，除此之外，因地區不同所衍生的喪葬習俗和禁忌、例如牽亡、入殮、封釘、撿骨、對年、合爐、觀落陰、電子花車、五子哭墓、孝女白琴等等習俗都為他地少見。

## 城鄉差異
臺灣大都市與鄉下舉辦喪事有些許差異，鄉下人為親友舉辦喪事依宗教不同大部份都是左鄰右舍互相幫忙聯絡巫師、道士、和尚或牧師，並協助聯繫相關金紙店、喪葬用品店、棺木店和向官吏與民意代表要輓聯等等。都市由於工商社會繁忙，都市人為親友舉辦喪事大部份委託生命禮儀公司（早期在臺灣被稱為葬儀社），這些生命禮儀公司會派遣禮儀師將往生者往生當日到安葬的全部流程都協助且處理圓滿。台灣社會已都市化，家屬委由禮儀公司專業處理已成常態，若因部分鄉下親友要求而加入傳統葬儀社的處理方式，只是使往生者家屬更加勞累。
都市人辦喪事也因為生活做習與鄉下人不同，而有些許差異。根據漢族習俗，鄉下的漢人捧飯都必需在日落之前，而都市人有的因為上班的關係，晚上七八點才捧飯。鄉下人辦喪事的紙錢灰燼，要拿到河邊去丟，都市人只能裝在垃圾袋裡當做一般垃圾處理。鄉下人的房子大部份都是平房、三合院或四合院且在一樓，所以都租冰櫃將遺體暫時冰存在家中，都市人由於電梯大樓或公寓的小電梯不方便運送遺體的生活行態，所以大部份都將遺體冰存在殯儀館。鄉下人由於大部份都將遺體請回家中，當告別式結束後要將遺體送去火化會用靈車運送。都市人由於大部份都將遺體冰存在殯儀館內，而大部份的殯儀館離火葬場都很近，有的殯儀館甚至裡面就有火葬場，所以幾乎看不到靈車，有著諸如此類的差異。
早期大部份的臺灣人大都將死者土葬，除了一般常見的室外土葬之外，日治時期前也盛行室內土葬。室外土葬的部分，漢族移民普遍有六年之後再撿骨重新安葬的習俗。火葬的方式則從日治時期開始，除了日本佛教亦有火葬習俗之外，官方以公共衛生的觀點推行火葬，開始建立起台灣的公共火葬場，然而除少數極為虔誠的佛教徒之外，一般台灣民眾對此非傳統「入土為安」的火葬方式仍難以接受。臺灣地小人稠，越來越沒有大面積的土地可以提供土葬，50年代中華民國政府便開始鼓勵國人將往生者的遺體火化，隨著台灣喪葬風俗的改變，在沒有法律強制要求下，2014年全國火化率已達92.83%，目前喪家選擇火化後，骨灰多進塔安厝。2002年起，殯葬管理條例也引進倡導了「環保自然葬」如樹葬、花葬、灑葬、海葬等新型的喪葬方式，據統計2002至2014年間使用此類環保自然葬形式的民眾約有二萬人。

## 喪禮流程

### 排灣族
人死亡後，依臺灣傳統習俗安排殯葬事宜處理的時辰非常快，通常約死亡後2日內即出殯，主要的理由是在死者面容遺體變化發臭前須將死者安葬，好讓家屬日後留下美好的回憶。安葬的方法，原有內葬與外葬兩種，凡非意外死亡者，可埋於室內；若意外橫死或自殺者，埋於室外。
喪禮流程，各地略有不同，一般大概如下：
- 裝殮：人死後由近親為死者梳髮更衣，男性在頭上戴花環插羽毛，女性在頭巾上塞檳榔，背部背一背袋，然後移屍地上，將身體上下肢曲折，縛於胸前，成蹲踞狀，用裹屍布來包屍，露出頭部，放在住屋中柱下以供弔祭。
- 訃告：喪家在門口豎一根竹枝表示喪忌，青年向親友報喪。
- 告別：親友知情後，就到喪家弔喪，並觸摸死者右肩，向死者話別，頌揚死者生前德行，慰問遺族。
- 下葬：傳統上，對惡死者行室外葬，其餘多行室內葬，葬於中柱附近，日據時期，改為室外葬。人死後先由近親男子開挖墓穴，由兄弟或兒子將屍體放人墓穴，穴底舖席，屍體蹲於其上，面向東方，上蓋石板，覆土後再蓋一塊石板，接著由耆老以豬皮、豬骨等祭品，祭祀死靈，祭畢，葬禮完成。
- 淨化：埋葬完畢回到喪家，凡參加喪事者需以預置的三盆水，以手潑水灑在喪家門口地上，口中祝告亡靈勿再回家，勿使家人生病。回家後將灶中餘燼撿出拋於室外，再由男性家長重生新火以示淨化。
- 服喪：男子纏喪巾，女子蓋喪巾，服喪期長短依親等有別。
- 招靈：葬後三日，請巫師以酒、肉、鞋、檳榔、魚等為供品，到外招靈，再回家祭祀，次日早晨到外再祭，請靈勿再來。
- 祭祖：第四日，親族攜酒到喪家慰問，殺豬祭祖，析求保庇平安，祭畢分肉，親族各分肉一塊帶回。
- 除喪：第五日，喪家男子入山出獵獲得獵物才回，除去喪家門口的竹枝，解除禁忌。
- 候靈：第七日，喪家須安靜待於屋內守候其靈回家，作最後一次告別。
- 靈遊：第七日後選擇一天，由耆老帶領喪家，備酒、肉等，至死者生前工作場所，常常來往之親朋家中做最後一次之巡遊，並告別。
- 驅靈：滿月後，喪家釀酒製糕，請巫師來主持祭祀，由巫師率領喪家近親到部落外，祭祀亡魂，祭後驅逐亡魂。驅靈後，參加親族每人用刀割衣服一塊，棄於路旁，表示與已死的靈魂斷絕關係。

### 泰雅族
泰雅人在死亡之後，埋葬方式有三種：一為僅用布包裹屍體，未有使用棺木的習俗。二是在屋裡挖洞，埋葬死者。三是以豎坑式的墓穴，採取蹲葬。如果死者因戰鬥或是出草而死亡，習俗上不進行埋葬，必須將死者遺留在森林荒野之中。
泰雅喪禮流程，各地略有不同，一般大概如下：
- 套衫：為死者盛裝穿戴衣物及佩飾，將兩塊布各裁成兩片，再縫合成一條大方巾，讓死者雙腳彎曲至腹部，蹲踞於布上，雙手交叉彎曲至胸前，以布包裹好繫綁於頭頂。
- 告靈：家屬會依照傳統，於家中燃燒木頭24小時行告靈儀式，由家族長輩面向聖山朝東的方向，祈請祖靈接納亡者的靈。
- 祈福：隨後以擊發獵槍方式（現以竹炮替代），人們穿著傳統飾物，以古語祝福亡者。
- 延氣：若為長者過世，則喪家必須不斷燃燒木頭直至出葬為止。在禁忌上，非常忌諱發生無人看顧而氣絕的不詳情事。
- 埋葬：傳統上在床底下挖掘深約1公尺，寬半公尺的墓穴，供死者蹲葬，稱為內葬，埋葬時豎坑的高度須高於頭部1-3公尺的深度，由男性家屬2-3人提起殮布的上方，緩緩將死者放入豎坑內。在豎坑內除了死者以外，多會填放死者的衣物、飾品，以及槍械和刀具。在埋葬覆土後以石板或石頭豎立，男子目前豎立無字尖石，女子則立平石，通常不標示亡者姓名。
- 貢食：埋葬之日，喪家把飯裝入碗或竹筒內供祭死者，死後3-10日之間，每天把飯丟到山頂。
- 答禮：亡者的先生或是妻子守喪期間不得外出，安葬後一個禮拜才挨家挨戶去表達對親友協助的感謝之意。
- 送靈：喪家在喪葬後半月或一個月後，邀請曾參加喪葬之親戚，至其家飲酒，主喪人及死者的配偶持酒赴野外，呼亡靈作祭並送亡靈赴靈界。
- 除穢：送靈後即表示一切回復正常。若有惡死者，通常在發現死亡之處就地掩埋。喪葬完畢後，請巫師作禳祓祭以驅除惡靈。[13]

### 台灣漢族
臺灣漢族移民民間現行的喪禮流程，較古時簡化許多，多半佛道合一，各地略有不同，一般大概如下：
- 徙舖：臺灣本省漢族現今仍常見「返家安息」的習俗，甚至有「在家過世」才算「壽終正寢」的觀念，讓許多病危的病人放棄急救或醫療離開醫院。此時，就醫醫院通常會簽署同意離院，並由家屬租用救護車或自行開車將病人接回家。至於地點，一般喪家會將病危家人或遺體放置公媽廳，或是公媽桌前方。（即放置神明、祖先牌位的客廳或桌子），在死者腳邊用鍋子不斷地燒紙錢（俗稱「腳尾錢」），死者腳邊要擺著插有筷子、肉類、鴨蛋的腳尾飯。此種移靈方式因臺灣各地的都會化，有所簡化。時至今日，喪家多半會租用殯儀館當作移靈場所。
- 沐浴（日语：湯灌）：由死者親屬，或請專業人士為死者清洗遺體，早年仍須乞水（向水神祈求淨水，清洗死者），如今多半省略。
- 套衫：套衫儀式為往生者坐椅、不能著地、見天來「套壽衣」或「套衫」的儀式。久之被訛釋為要為往生者戴笠登椅，「頭不戴清朝天；腳不踏清朝地，著漢服，歸漢土」，錯誤解釋成台灣漢族自認為明朝遺民而創作此儀式來反抗異族統治[15][16][17]。儀式內容為在正廳或門庭置一面竹篾編製之叢壼，內放一隻低椅，喪主穿覆戴笠站在椅上，手則伸直兩側持麻繩，由一人相對之，將壽衣一重一重穿套在喪主雙手上，喪主即以麻繩檕結之，然後脫手則成全套給死者套上，稱為張穿[18]。
- 遮神：俗信神明、祖先見得死者遺體沐浴、更衣、移動等，為大不敬。所以死者遺體在家，尚未入殮之前，須以紅紙、紅布或米篩等物遮掩神像、及祖先神主牌，並停止奉神祭祖。若是死者只有神主牌在家，遺體在殯儀館，則不需遮神。套衫儀式在東南亞華人地區、中國閩南與少數民族地區也有類似習俗[19][20]。
- 安靈：商請僧人、道士設置靈堂及死者牌位，又稱「豎靈」。
- 開魂路：死亡後，請僧道製「引魂幡」，多半以三五尺長之黃白色布，上書符咒及死者姓名字號、籍貫、生日、忌日之類字樣，懸於竹枝。作為引領死者靈魂的標誌。做好之後，即可在三寶如來、西方三聖或三清道祖、救苦天尊等神佛前誦經引領死者靈魂，一般以長子捧神主牌與香爐，長孫拿引魂幡，兩人亦可互換，即擔幡買水。
- 哭路頭：未能會得死者最後一面的晚輩，得知親人死訊，在離家一段距離時，大聲舉哀，痛哭跪爬直到家中，俗稱「哭路頭」。（有些地方僅限於女兒）
- 發訃：發表訃聞，通知諸親友。
- 入殮：將遺體放入棺木中，不過並未蓋棺。並有「辭生」的作法，準備十二道菜，六葷六素（佛教徒就全素），要長子或長孫假裝夾菜給死者喫，由僧道（或風水師、或顯貴人士）在旁念誦吉祥話，諸如：「食五穀，給你子孫享福祿」、「食貢丸，給你子孫出狀元」、「食豆干，給你子孫做大官」、「食芹菜，給你子孫真勤快」、「食甜豆，給你子孫有夠老」、「食豬肉，給你子孫田園千萬甲」等。吉祥話並不固定，可配合菜餚隨機更改。
- 示喪：家中安靈者，應於門外張貼字條，父死：書「嚴制」、母死：書「慈制」，」晚輩去世時用「喪中」」（日本習俗書：「忌中」），喪宅春聯與「春」、「福」、「恭喜發財」等吉語則要去撕除。應在左鄰右舍門口貼上紅紙，以避禁忌。出殯後始將紅紙移除。
- 捧飯：每日晨昏須由死者女眷送飯至神主牌前，直到「滿七」或「百日」。
- 守靈：死者親屬在出殯前必須輪班守護遺體，以免貓、狗跳過或遇到其他特殊情況，也稱守舖。
- 作七：死後，每七日需請僧道來作法，一般以死後第七日（第六日日落之後即為頭七）稱為「頭七」，第十四日稱「二七」等。「作七」大多需要連續七次，第七次「作七」稱為「滿七」或「尾七」。不過今日則會因出殯日期而對「作七」有所增減。閩南古俗在「尾七」（「第四十九日」）之後，每一旬（十日）舉行法事一次，稱「作旬」，即「第五十九日」、「第六十九日」、「第七十九日」、「第八十九日」、「第九十九日」，連作五次，「第九十九日」稱為「尾旬」，次日作「百日」（「尾旬」與「百日」亦可合併）。而清治臺灣起，臺灣則作法事至「尾七」即止，而不「作旬」，直接作百日，臺灣本省漢族則直接稱「作七」為「作旬」。
- 燒庫銀：家屬圍成一圈，在圈內焚燒紙錢「庫銀」給死者。臺灣民間信仰，人轉世之前，都曾向地府商借一定數額的「庫銀」花用，死後必須返還陰間。且多燒一些，也可供應死者在陰間的存款與賦稅。
- 燒靈厝：家屬會去購買紙車、紙僕人等紙紮祭品，尤其是紙做的房屋「靈厝」，在死者靈前焚燒，以供應死者住宿、使用。
- 作功德：在出殯前，延請僧道作大型法事，通常持續一至七日，又稱「作功果」。有時還有破地獄的儀式，僧道會帶親屬做一些動作仿效目蓮救母，象徵把亡者救出地獄。
- 大殮：將棺蓋蓋上。
- 封釘：又稱「封棺」，在僧道的指引下，死者親屬或達官顯貴，用斧（或槌）作勢以鐵釘封住棺木，僧道會念誦吉祥話，希望帶來福分，僧道每說一句，親屬就須回答「有喔！」。因為俗言「封釘」有煞氣，故孕婦此時必須離開會場。
- 跳棺：俗稱「過番」（到海外去），如男子青年喪妻，且在出殯前即打算續絃時，須舉辦「跳棺」儀式。於棺木兩側各置一「椅絛」（長板凳），男子戴斗笠、背包袱、腳著長靴（亦可用雨靴或逕穿布鞋、長襪），一手夾著一支雨傘，一手拿著點燃的線香。然後兩腳踏在兩個「椅絛」之間，說：「如今跳棺，急別鄉關。你留唐山，我過南番。」（如今跳過棺材，我急忙離鄉，你留在中國大陸，我去南洋。）或「你在臺灣，我過南番。」等（地名必須因地制宜，由於常有「過南番」的字樣，常被稱為過番。），拜個數拜，將線香擲落地面（急忙離開，來不及插香），急忙跑出去，不可回頭。之後可以將斗笠、長靴脫去，繼續回來辦法事。此舉動表示男子假裝要急著到海外謀生，避免死者的靈魂牽掛，阻礙姻緣。此習俗由於被認為不尊重女性，現已極少出現。
- 出殯：俗稱「出山」。喪事時，將棺木移到墓所或暫放的地方。出殯日期並不一定，今日臺灣多於「尾七法事」之後出殯，將亡者的牌位放入「斗」中，出殯時由長子或長孫手捧著，稱之為「捧斗」。
- 進金：火葬的骨灰，被撿骨撿進骨灰罈中之後，由親屬送至指定地點或納骨塔安置，入塔者稱「晉塔」。
- 點主：有將死者靈魂引入神主牌之意，一般請官員、有名者、富貴者擔任「點主官」，現在多由僧道或風水師兼任，親屬跪地拿著死者神主，「點主官」以硃筆或雄雞冠血在神主上點劃，再以墨筆補黑，此即「點主」。
- 返主：出殯完畢返回喪宅，由長孫或其他親屬持返神主牌位，俗曰「返主」。
- 除靈：「出殯」、「返主」完成，喪事大致結束，親屬脫去孝服、修整儀容，又稱「除服」。
- 巡墳：埋葬數日後，親屬去墓地祭拜，且略略掃墓、並防備墳墓被破壞，又稱「巡山」。
- 完墳：於墳墓築成後，擇日延請僧道作法事並祭祀墓地土地神，稱「完墳」。又稱「完山」、「謝土」。客家地區、宜蘭一帶則多會另祭龍神。
- 百日：死者逝世後第一百日，須請僧道誦經超渡，稱之為「百日」。
- 對年：死者逝世滿一週年，延請僧道誦經超渡，稱「對年」。
- 合爐：在「對年」以後（泉州習俗為「百日」以後，漳州習俗為「對年」以後，今多從漳俗）尋一吉日，請僧道作法，把死者靈魂請入家中祖先神主。並將死者個人的牌位火化，將死者的姓名、字號、生日、忌日及奉祀後人之名等資料寫入祖先牌位內，稱為「合爐」。

## 告別式
告別式分家奠和公奠，家奠是給親屬祭拜，公奠是給同事、好友、機關團體、公司行號等祭拜。

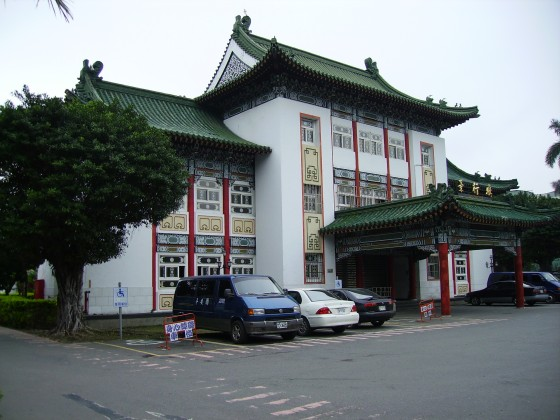
位於台北鬧區的台北市立第一殯儀館，這類型建築台灣各縣市均有

### 家奠
- 死者出殯當天，由親屬祭拜。
- 嚴制，按台灣習俗『母舅丟臉不虧錢』，往生者的配偶的親哥哥或親弟弟包的白包會先收下，配偶的母親會買棉被給往生者並放在告別式的會場。告別式結束後，往生者的配偶會將白包轉成紅包還給親哥哥或親弟弟，然後往生者的配偶會收下自己母親送給往生者的棉被。
- 一般道教儀式會行三跪九叩禮。由道士在亡者靈前頌經念文後，親屬在後行三跪九叩禮。

### 公奠
- 死者出殯當天，由死者同事、朋友等與其他致敬人士祭拜。

## 資料來源
1. ↑  .   [2013-09-29]. （原始内容存档于2020-09-23）.
2. ↑  .   [2013-09-29]. （原始内容存档于2020-09-23）.
3. ↑  聯合新聞網：教師節祭孔，馬總統期許活用儒學。
4. ↑  .   [2013-09-29]. （原始内容存档于2013-10-02）.
5. ↑  自由時報：教師節祭孔，總統期許活用儒學。[]
6. ↑  .   [2013-09-22]. （原始内容存档于2019-10-04）.
7. ↑   (PDF).   [2013-09-09]. （原始内容存档 (PDF)于2019-10-22）.
8. ↑  陳柔縉. . 聯合新聞網. 2014-01-03  [2014-01-03]. （原始内容存档于2015-02-01）.
9. ↑  中華民國內政部民政司. . 內政部全國殯葬資訊入口網. 2010-08-17  [2014-01-03]. （原始内容存档于2017-03-05）.
10. ↑  .   [2014-02-26]. 原始内容存档于2023-09-29.
11. ↑  .   [2014-02-26]. 原始内容存档于2009-04-21.
12. ↑  .   [2014-02-26]. （原始内容存档于2019-06-08）.
13. ↑  .   [2014-02-26]. （原始内容存档于2019-06-08）.
14. ↑  .   [2014-02-26]. （原始内容存档于2019-06-08）.
15. ↑  徐福全. . 臺灣: 國立臺灣師範大學國文學系. 2008. ISBN 9789574158508 （中文（臺灣））.
16. ↑  陈运栋. . 臺灣: 協和藝術文化基金會. 1991. ISBN 9789579261180 （中文（臺灣））.
17. ↑  陈运栋. . 中國: 福建人民出版社. 2007. ISBN 9787211055944 （中文（中国大陆））.
18. ↑  吳瀛濤. . 臺灣: 振文書局社. 1970 （中文（臺灣））.
19. ↑  零陵地区地方志编纂委员会. . 中國: 湖南人民出版社. 2001. ISBN 9787543827288 （中文（中国大陆））.
20. ↑  广东人民出版社. . 中國: 广东人民出版社. 1995 （中文（中国大陆））.

## 外部連結
- 中華民國內政部全國殯葬資訊入口網 （页面存档备份，存于）
- 臺北市殯葬管理處 （页面存档备份，存于）

### 閱讀
- 第三十八號：為何喪禮上要放罐頭塔？ | 故事 （页面存档备份，存于）